# Witsnavelspreeuw
De witsnavelspreeuw (Onychognathus albirostris) is een vogelsoort uit de familie Sturnidae.

## Verspreiding en leefgebied
Deze soort komt voor in in Eritrea en Ethiopië.